# Auberville-la-Manuel
Auberville-la-Manuel és un municipi francès situat al departament del Sena Marítim i a la regió de Normandia. L'any 2007 tenia 121 habitants.

## Demografia

### Població
El 2007 la població de fet d'Auberville-la-Manuel era de 121 persones. Hi havia 49 famílies de les quals 8 eren unipersonals (4 homes vivint sols i 4 dones vivint soles), 29 parelles sense fills i 12 parelles amb fills.
La població ha evolucionat segons el següent gràfic:
Habitants censats

### Habitatges
El 2007 hi havia 85 habitatges, 53 eren l'habitatge principal de la família, 22 eren segones residències i 10 estaven desocupats. Tots els 84 habitatges eren cases. Dels 53 habitatges principals, 43 estaven ocupats pels seus propietaris i 10 estaven llogats i ocupats pels llogaters; 7 tenien tres cambres, 23 en tenien quatre i 23 en tenien cinc o més. 29 habitatges disposaven pel capbaix d'una plaça de pàrquing. A 27 habitatges hi havia un automòbil i a 18 n'hi havia dos o més.

### Piràmide de població
La piràmide de població per edats i sexe el 2009 era:
| Homes | Edats   | Dones |
| ----- | ------- | ----- |
| 0     | 95 o +  | 0     |
| 0     | 90 a 94 | 0     |
| 4     | 85 a 89 | 4     |
| 0     | 80 a 84 | 4     |
| 4     | 75 a 79 | 8     |
| 0     | 70 a 74 | 4     |
| 4     | 65 a 69 | 4     |
| 4     | 60 a 64 | 4     |
| 4     | 55 a 59 | 4     |
| 0     | 50 a 54 | 4     |
| 4     | 45 a 49 | 0     |
| 0     | 40 a 44 | 8     |
| 0     | 35 a 39 | 4     |
| 0     | 30 a 34 | 0     |
| 4     | 25 a 29 | 0     |
| 4     | 20 a 24 | 4     |
| 4     | 15 a 19 | 4     |
| 0     | 10 a 14 | 4     |
| 0     | 5 a 9   | 4     |
| 0     | 0 a 4   | 0     |

## Economia
El 2007 la població en edat de treballar era de 68 persones, 44 eren actives i 24 eren inactives. De les 44 persones actives 40 estaven ocupades (23 homes i 17 dones) i 4 estaven aturades (1 home i 3 dones). De les 24 persones inactives 15 estaven jubilades, 1 estava estudiant i 8 estaven classificades com a «altres inactius».

### Ingressos
El 2009 a Auberville-la-Manuel hi havia 54 unitats fiscals que integraven 131 persones, la mediana anual d'ingressos fiscals per persona era de 18.870 €.

### Activitats econòmiques
Dels 3 establiments que hi havia el 2007, 2 eren d'empreses de comerç i reparació d'automòbils i 1 d'una empresa d'hostatgeria i restauració.
L'any 2000 a Auberville-la-Manuel hi havia 8 explotacions agrícoles que ocupaven un total de 308 hectàrees.

## Poblacions més properes
El següent diagrama mostra les poblacions més properes.